# Prodidomus purpurascens
Prodidomus purpurascens là một loài nhện trong họ Gnaphosidae.
Loài này thuộc chi Prodidomus. Prodidomus purpurascens được William Frederick Purcell miêu tả năm 1904.